# 盛莘夫
盛莘夫（1898年—1991年），原名盛国贤，男，浙江奉化人，中国地质学家、地层古生物学家，曾任中国地质科学院研究员、博士生导师。